# 大島直人
大島 直人（おおしま なおと、1964年2月26日 - ）は、日本のゲームクリエイター、キャラクターデザイナー。アーゼスト代表取締役社長。

## 来歴
京都精華大学美術学部デザイン学科を1986年に卒業。広告代理店エスティートマスを経て、1987年5月にセガ入社。ソニック・ザ・ヘッジホッグ（初代）やナイツのキャラクターデザインを担当。
1999年、石井洋児らとアートゥーンを設立し、取締役。アートゥーンがAQインタラクティブ傘下に入り、アートゥーンやキャビアの代表取締役や、AQインタラクティブの取締役、執行役員をつとめた。
2010年6月の顧問を最後にAQインタラクティブを退任し、石井と共にアーゼストを設立。
2022年7月7日株式会社アーゼストの代表取締役社長に就任。

## 主な作品
- ファンタシースター - 敵キャラクターデザイン
- ファンタシースターII - グラフィックデザイン
- 孔雀王（セガ・マークIII版） - グラフィックデザイン
- 孔雀王2 幻影城 - グラフィックデザイン
- 北斗の拳 新世紀末救世主伝説 - アートディレクター
- スーパーリーグ - フィールダーデザイン
- ソニック・ザ・ヘッジホッグ - ソニック、ドクター・エッグマン、エミー・ローズのデザイン
- ソニック・ザ・ヘッジホッグCD - ディレクター
- 死の迷宮 - グラフィックデザイン
- カオティクス - ゲームデザイン
- ソニック3Dブラスト - アドバイザー
- NiGHTS into Dreams... - ディレクター、キャラクターデザイン（ナイツ）
- クリスマスナイツ - ディレクター、ビジュアルデザイナー
- ソニックR - グラフィックアドバイザー
- ソニック ジャム - スーパーバイザー
- バーニングレンジャー - ディレクター、チーフデザイナー、キャラクターデザイン
- ソニックアドベンチャー - ストーリーイベントスポーツデザイン、ストーリーイベント・コーディネーター 他
- ピノビィーの大冒険 - ディレクター、キャラクターデザイン
- ピノビィー&フィービィー - キャラクターデザイン
- ゴーストトラップ - オリジナルアイディア
- ザ・キング・オブ・ファイターズEXネオブラッド - アートディレクター
- ゴーストヴァイブレーション - ゲームデザイン
- ブリンクス・ザ・タイムスイーパー - ディレクター
- ブリンクス2: バトル・オブ・タイム&スペース - ディレクター
- ヨッシーの万有引力 - プロデューサー
- ブルードラゴン - エグゼクティブプロデューサー
- ヴァンパイアレイン - プロデューサー
- ヨッシーアイランドDS - プロデューサー
- AWAY シャッフルダンジョン - ゲームデザイン
- Wiiリモコンプラス バラエティパック - ディレクター
- たたいて弾む スーパースマッシュボール・プラス - シニアプロデューサー
- ヨッシー New アイランド - デベロップメント プロデューサー
- テラバトル - スペシャルゲスト キャラクターデザイナー
- マリオ＆ソニック AT リオオリンピック - スーパーバイザー
- Hey! ピクミン - デベロップメント プロデューサー
- BALAN WONDERWORLD - デベロップメントプロデューサー、キャラクターデザイン[5]
- ソニックスーパースターズ - デベロップメントプロデューサー、キャラクターデザイン（トリップ）